# Roudnické strojírny a slévárny

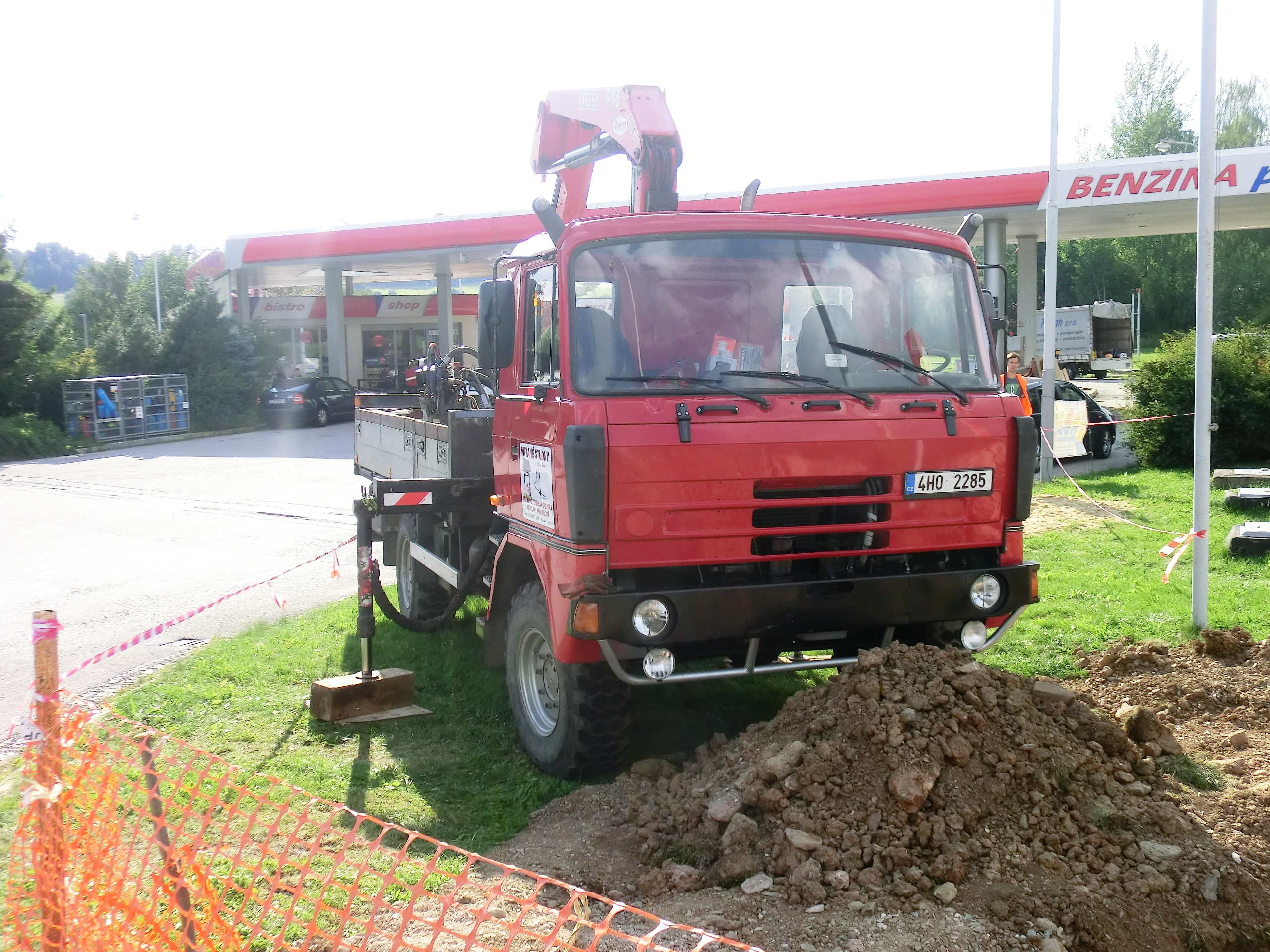
Pojazd użytkowy ROSS VIZA 440

Roudnické strojírny a slévárny – czeski producent maszyn rolniczych z siedzibą w Roudnicy nad Łabą. Znany w Polsce z produkcji pługów PHX.

## Historia
W związku z rosnącym zapotrzebowaniem na maszyny rolnicze na Polabí kowal Jan Pracner w 1880 zakłada firmę produkującą pługi orne i małe narzędzia We wrześniu 1939 roku firma została zakupiona przez Ringhoffer-Tatra a.s., a w czasie okupacji produkuje dla wojska. Po wyzwoleniu zostaje upaństwowiona, a w 1946 roku pod nazwą „Agrostroj, závody na hospodářské stroje, národní podnik, závod Bächer Roudnice” włączona do „Agrostroj” v Brandýse nad Labem. W lutym 1948 stje się samodzielnym przedsiębiorstwem państwowym „Agrostroje Roudnice nad Labem”. W 1964 roku następuje zmiana nazwy na „Roudnické strojírny a slévárny, n.p.”. W roku 1983 przedsiębiorstwo zostaje włączone do koncernu Agrozet a liczba pracowników wzrosła do 2300 osób. Od 1991 roku firma rozpoczęła produkcję pojazdów użytkowych ROSS. W roku 1994 przedsiębiorstwo państwowe AGROZET Roudnice nad Labem sprywatyzowano. Na początku 1997 roku głównym akcjonariuszem spółki zostało AUTOVEL a spol. PRAHA s.r.o
W przedsiębiorstwie kręcone były zdjęcia do filmu Mareczku, podaj mi pióro!